# Gruppo Sportivo Mira 1982-1983
Questa voce raccoglie le informazioni riguardanti  il Gruppo Sportivo Mira nelle competizioni ufficiali della stagione 1982-1983.

## Rosa
| N. |                   | Ruolo | Calciatore             |
| -- | ----------------- | ----- | ---------------------- |
|    | Italia (bandiera) | D     | Gianni Ardizzon        |
|    | Italia (bandiera) | C     | Nello Berton           |
|    | Italia (bandiera) | C     | Luigi Biasiolo         |
|    | Italia (bandiera) | D     | Renzo Bonato           |
|    | Italia (bandiera) | C     | Luca Boscaro           |
|    | Italia (bandiera) | D     | Andrea Busetto         |
|    | Italia (bandiera) | D     | Stefano Celegato       |
|    | Italia (bandiera) | A     | Antonio Gabrielli      |
|    | Italia (bandiera) | C     | Alessandro Gallina     |
|    | Italia (bandiera) | C     | Ruggero Galuppo        |
|    | Italia (bandiera) | A     | Ennio Gazzetta         |
|    | Italia (bandiera) | D     | Pierantonio Grigoletto |

| N. |                   | Ruolo | Calciatore       |
| -- | ----------------- | ----- | ---------------- |
|    | Italia (bandiera) | D     | Franco Marchesin |
|    | Italia (bandiera) | D     | Renzo Marega     |
|    | Italia (bandiera) | D     | Massimo Marton   |
|    | Italia (bandiera) | C     | Danilo Niero     |
|    | Italia (bandiera) | C     | Giacomo Perego   |
|    | Italia (bandiera) | P     | Carlo Romio      |
|    | Italia (bandiera) | C     | Andrea Seno      |
|    | Italia (bandiera) | C     | Luigi Seno       |
|    | Italia (bandiera) | D     | Giovanni Tasca   |
|    | Italia (bandiera) | C     | Aldo Vianello    |
|    | Italia (bandiera) | A     | Michele Vitulano |